# 金田平兵衛
金田 平兵衛（かねだ へいべえ、1870年10月4日（明治3年9月10日）- 1938年（昭和13年）11月7日）は、日本の政治家。衆議院議員（2期）。

## 経歴
備後国御調郡宇津戸村（広島県御調郡宇津戸村、世羅郡甲山町を経て現世羅町）出身。1893年、東京法学院卒。農業を営み、宇津戸村長、広島県議、同参事会員、同郡部会副議長、尾道穀物、尾道鉄道、尾道銀行各(株)取締役となる。
1920年の第14回衆議院議員総選挙において広島10区から憲政会公認でで立候補して当選した。1924年の第15回衆議院議員総選挙でも再選した。衆議院議員を2期務めた。1928年の第16回衆議院議員総選挙には立候補しなかった。1938年死去。